# علی عبدالله ایوب
علی عبدالله ایوب (زاده ۱۹۵۲ در لاذقیه) نظامی و سیاستمدار سوری است وی آخرین معاون نخست‌وزیر سوریه بود.

## تحصیلات
- کارشناسی علوم نظامی، شاخه زرهی، آکادمی نظامی، حمص (۱۹۷۱–۱۹۷۳)
- اخذ درجه ستوانی تحت آزمایش (۱۹۷۳)
- دوره فرماندهی شرکت
- دوره فرماندهی گردان
- دوره فرماندهی و ستاد
- دوره عالی ستاد (دوره جنگ)

## وزارت دفاع
وی که دارای درجه نظامی سرلشکری است، از ۱۸ ژوئیه ۲۰۱۲ تا ۲۸ آوریل ۲۰۲۲ در سِمت ریاست ستاد کل نیروهای مسلح سوریه فعال بود. علی عبدالله ایوب در سال ۱۹۷۱ به آکادمی نظامی پیوست و در سال ۲۰۱۲ به درجه سرگردی ارتقا یافت. به گزارش خبرگزاری تسنیم به نقل از الجزیره: وزارت خزانه‌داری آمریکا در تاریخ ۱۷ مارس ۲۰۲۰ علی عبدالله ایوب را تحریم کرد.